# Хакару
Ха́кару — этническая группа индейцев в горных районах Перу. Численность в конце 1970-х годов — 2—3 тыс. человек. В древности говорили на языке хакару, позднее перешли на родственный язык аймара, который также близок языку кауки (10—20 человек старшего поколения в селении Катуй). Большинство также владеют испанским языком. Верующие являются католиками..

## История
До прихода испанцев предки хакару составляли основное население горных районов департаментов Лима и Хунин. Занимались разведением лам и альпака, меньше земледелием. В Центральное Перу, вероятно, проникли во второй половине 1-го тысячелетия нашей эры с Боливийского плоскогорья..

## Культура и ремесло
Современные хакару сходны по культуре с испаноязычными крестьянами-метисами горных районов Центрального Перу. Из ремёсел особо развито шерстопрядение и ткачество, меньше травничество.